# Gaber Dobrovoljc
Gaber Dobrovoljc, slovenski nogometaš, * 27. januar 1993, Ljubljana.
Dobrovoljc trenutno igra za Radomlje v prvi slovenski ligi, bil pa je tudi član mladinskih selekcij Slovenije.